# Bahnhof Koblenz-Lützel

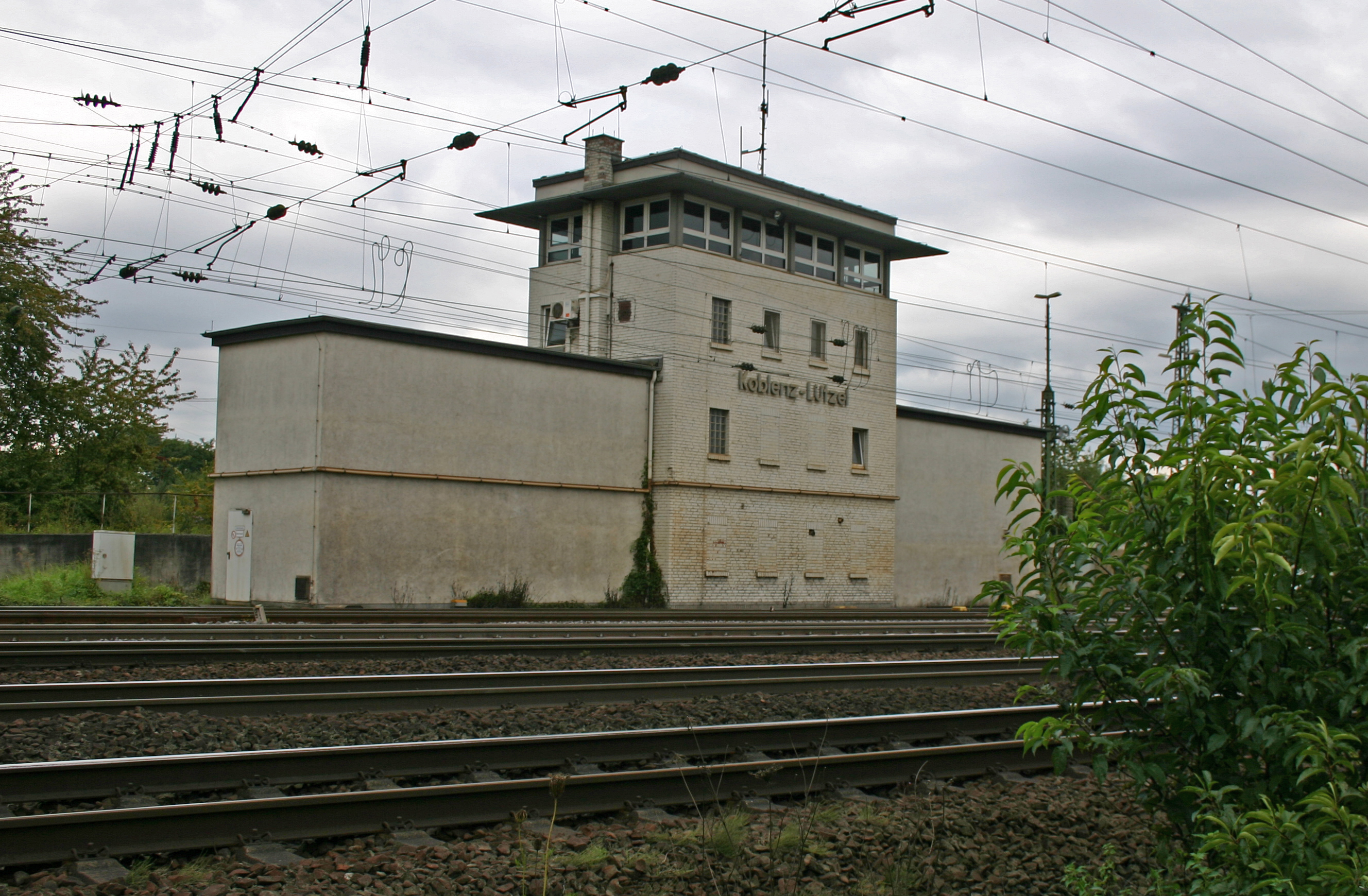
Stellwerk Knf

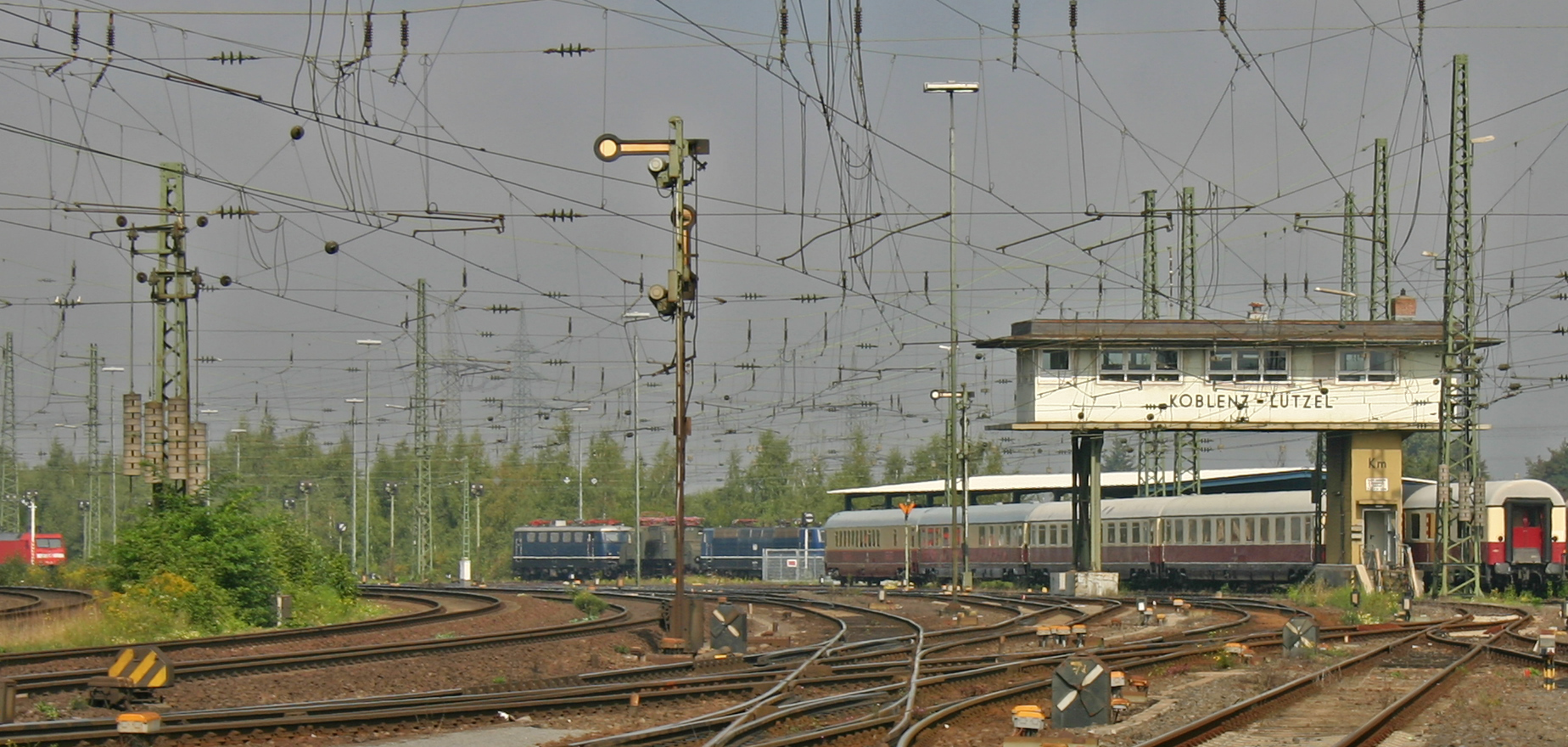
Rangierbahnhof und Weichenwärter-Stellwerk

Der Bahnhof Koblenz-Lützel ist der älteste noch in Betrieb befindliche Bahnhof der rheinland-pfälzischen Großstadt Koblenz. Er wurde gleichzeitig mit dem rheinischen Bahnhof erbaut, der zugunsten des heutigen Hauptbahnhofs aufgegeben und im Zweiten Weltkrieg zerstört wurde.

## Geografie
Der Bahnhof Koblenz-Lützel liegt im Stadtteil Lützel in der Kehle der preußischen Feste Kaiser Franz, unweit der Mosel und der Moseleisenbahnbrücke. Er umfasst einen Personenbahnhof und einen Güterbahnhof, außerdem gab es ein Bahnbetriebswerk, das 1968 geschlossen wurde und auf dessen Gelände das DB Museum Koblenz liegt.
In Koblenz-Lützel zweigte von 1904 bis 2003 die heute abgebaute Bahnstrecke Koblenz-Lützel–Mayen Ost, welche nach Koblenz-Metternich, Koblenz-Rübenach, Polch und weiter nach Mayen verkehrte, von der linken Rheinstrecke ab. Die als Verbindung zur rechten Rheinstrecke bzw. für den Güterverkehr auf der Moselstrecke wichtige Bahnstrecke Neuwied–Koblenz führt durch den Bahnhof und wird dort mit der linken Rheinstrecke verbunden.
Neben dem Bahnhof Koblenz-Lützel und dem Koblenzer Hauptbahnhof hat Koblenz seit der Fertigstellung des Haltepunktes Koblenz Stadtmitte auf zwei Kilometern entlang der linken Rheinstrecke drei Zugangsstellen für den Personenverkehr.

## Geschichte
Im Jahr 1858 wurde der Streckenabschnitt Bonn–Koblenz der linken Rheinstrecke eröffnet. Schwierigkeiten bereitete die Frage, wo der Koblenzer Bahnhof gebaut werden sollte. Zwei Plätze wurden ernsthaft diskutiert. Der eine lag am linken Moselufer und der andere war das Moselweiser Feld. Eine Verfügung des Prinzregenten Wilhelm vom April 1858 brachte schließlich die Trennung von Personen- und Güterbahnhof. So wurde der Rheinbahnhof in der Nähe des heutigen Löhr-Centers erbaut und der rheinische Güterbahnhof fand seinen Platz außerhalb des Koblenzer Stadtgebietes am linken Moselufer unterhalb der Feste Kaiser Franz, wo der heutige Bahnhof Koblenz-Lützel liegt.
Baubeginn war bereits kurz nach der Bekanntgabe der königlichen Entscheidung im Mai 1858, die Eröffnung des Güterverkehrs fand im November des gleichen Jahres statt. Das Bahnhofsgebäude wurde zunächst 1859 provisorisch und vermutlich im folgenden Jahr permanent ausgeführt. Durch die Moseleisenbahnbrücke war der Güterbahnhof mit dem Personenbahnhof auf dem anderen Moselufer verbunden.
Der gesamte Bereich des Bahnhofs wurde 1864–66 weitreichend durch eine krenelierte Mauer gesichert. Die Umschließung wurde notwendig, weil die Wirksamkeit des Kehlturms der Feste Kaiser Franz aufgrund der Gleisanlagen stark beeinträchtigt worden war. In den Jahren 1875 und 1876 wurde in der Kehle der Feste Franz zur Anbindung der Artillerie-Wagenhäuser eine Gleisanlage mit Rampe errichtet. Diese Militär-Gleisanlage wurde in den Folgejahren erweitert. Im Jahr 1878 wurden Verbindungsgleise zu den Wagenhäusern und 1879 eine zweite Laderampe errichtet.
Der Aufstieg von Lützel zu einem wirtschaftlich bedeutenden Stadtteil ist in direktem Zusammenhang mit dem Bau des Bahnhofs zu sehen. Bereits 1889 waren die meisten Beschäftigten im Bahnbetrieb tätig. Firmenansiedlungen erfolgten hauptsächlich zwischen Neuendorfer Straße und Güterbahnhof. Am 17. Oktober 1889 wurde die Befestigung des Güterbahnhofs aufgegeben. Die letzten Überreste der Ummauerung befinden sich heute entlang der Deichstraße und im Hinterhof des Hauses Deichstraße 1.
Im Jahr 1900 wurde der Bau der Bahnstrecke Koblenz-Lützel–Mayen Ost begonnen, die 1904 eröffnet wurde. Bei dem Ausbau des Güterbahnhofs wurde 1905 das Bahnbetriebswerk Koblenz-Lützel erbaut. In der heute noch vorhandenen Halle wurden Güterwagen repariert und im angrenzenden Ringlokschuppen mit Doppeldrehscheibe wurden Güterzuglokomotiven abgestellt. Im Jahr 1918 gab die preußische Regierung die Kronprinz-Wilhelm-Brücke und damit auch die Bahnstrecke Neuwied–Koblenz frei. Dadurch entstand neben der im südlichen Teil von Koblenz gelegenen Horchheimer Eisenbahnbrücke eine weitere Verbindung der linken und rechten Rheinstrecke nördlich von Koblenz.

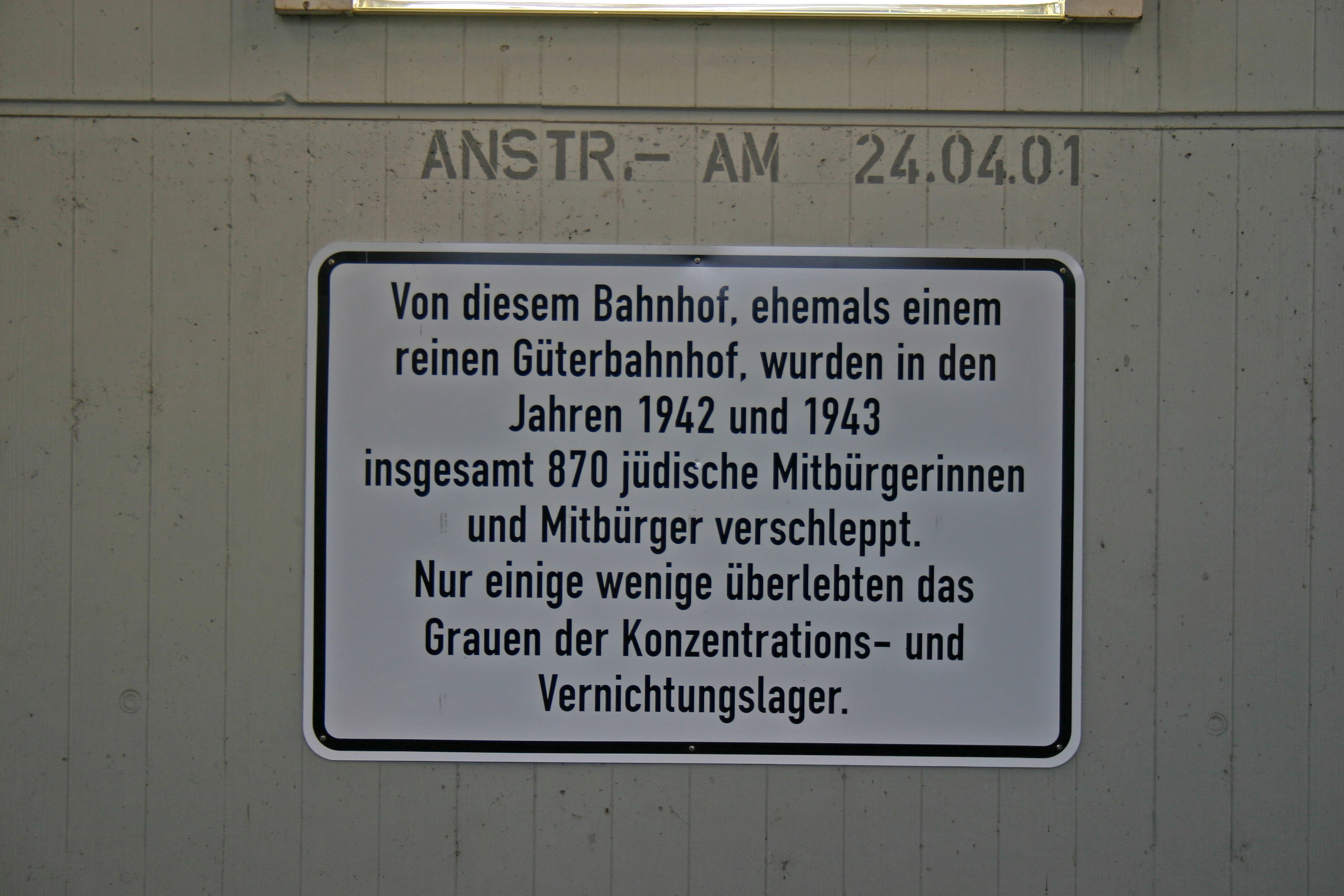
Gedenktafel für die deportierten Juden im Zweiten Weltkrieg

Im Dritten Reich erfolgten die ersten großen Deportationen aus dem Großraum Koblenz über den Güterbahnhof. Die erste Deportation erfolgte am 22. März 1942. Dieser Zug brachte 337 Menschen nach Izbica und Majdanek. Im Jahr 1942 wurden 870 Menschen jüdischen Glaubens von Lützel aus nach Köln und weiter in Arbeits- und Konzentrationslager deportiert. Insgesamt wurden 936 Juden bis zum Kriegsende 1945 vom Bahnhof Lützel aus deportiert.
Bei den Luftangriffen auf Koblenz im Jahr 1944 wurde der Lützeler Bahnhof zerstört. Im Folgejahr 1945 zerstörten deutsche Truppen auf ihrem Rückzug alle Koblenzer Brücken, somit insbesondere auch die für den Bahnhof sehr wichtige Kronprinz-Wilhelm- und die Lützeler Eisenbahnbrücke. Im gleichen Jahr wurde die Lützeler Eisenbahnbrücke von den Amerikanern provisorisch repariert.
Die französische Besatzungsmacht ordnete alle Bahnanlagen im nördlichen Teil ihrer Besatzungszone der Eisenbahndirektion Mainz zu. Dazu gehörte auch der Bahnhof Koblenz-Lützel. Er wurde wieder aufgebaut, die Eisenbahnbrücke in Urmitz aber war erst 1954 wieder eingleisig befahrbar.
Am 22. September 1962 wurde die elektrifizierte und zweigleisig ausgebaute Bahnstrecke Neuwied–Koblenz dem Verkehr übergeben, am 18. Dezember 1962 das dritte Gleis in Richtung Koblenz Hbf.
1968 wurde das Bahnbetriebswerk aufgegeben und in mehreren Abschnitten zurückgebaut; seit Anfang der 1980er Jahre wurden hierbei der Ringlokschuppen und andere Teile des Bahnbetriebswerks abgerissen.
Mit der schrittweisen Auflösung der Bundesbahndirektion Mainz in den Jahren 1971/72 fiel die Zuständigkeit für den Bahnhof zum 1. Juni 1971 an die Bundesbahndirektion Köln.
In der Wagenhalle des Bahnbetriebswerks wurden noch bis 1995 Güterwagen instand gesetzt. Im Jahr 2001 zog das DB Museum Koblenz, ein Außenstandort des Verkehrsmuseums Nürnberg, in diese Halle und stellt auf den Gleisanlagen des Güterbahnhofs alte Loks und Züge aus. Die Bahnstrecke Koblenz-Lützel–Mayen Ost wurde zwei Jahre später, im Jahr 2003, stillgelegt und teilweise zurückgebaut.
Im Jahr 2014 wurde eine Gedenktafel für die von diesem Bahnhof deportierten Juden in der Personenunterführung angebracht.

## Personenverkehr

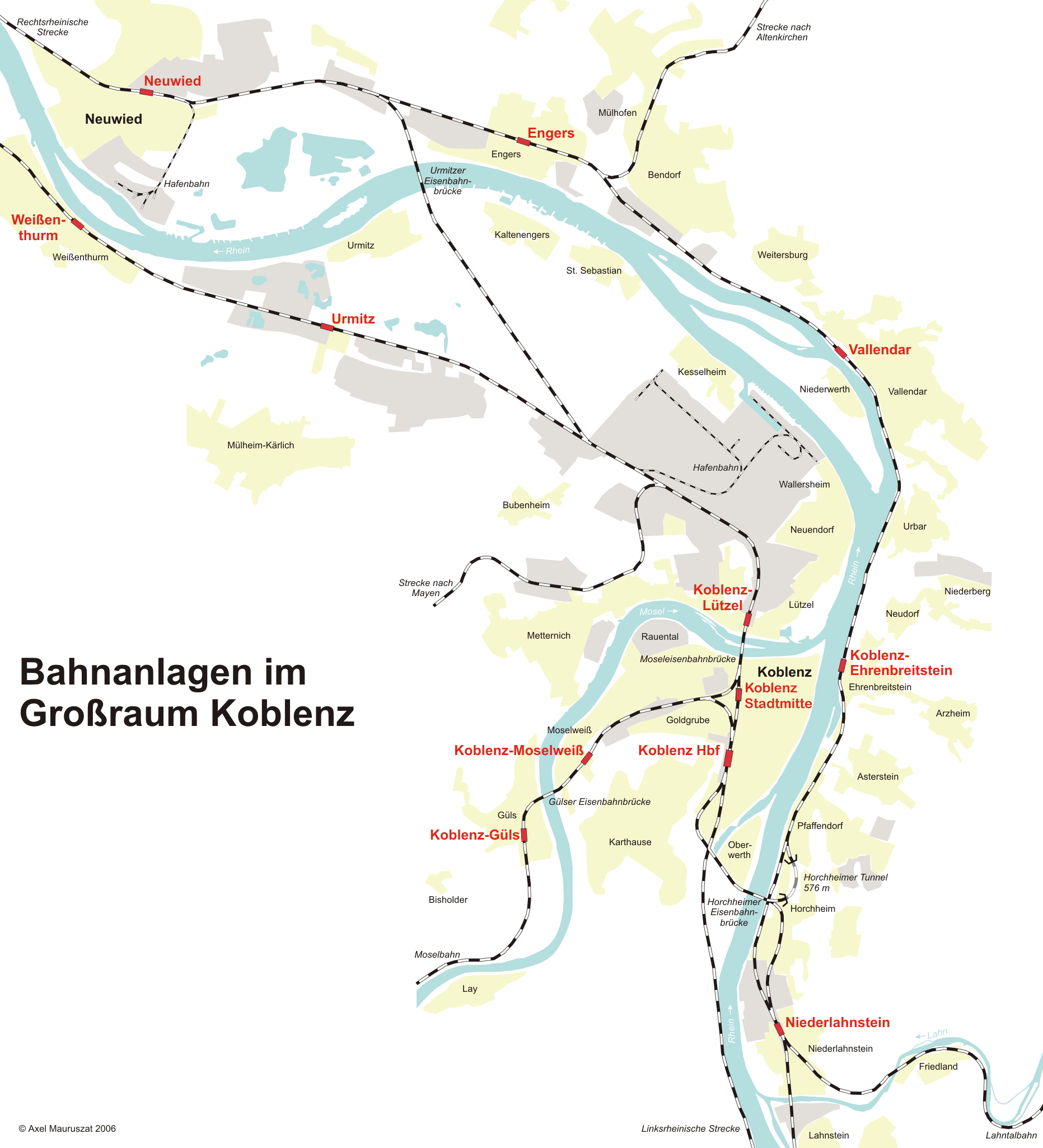
Karte der Bahnanlagen im Großraum Koblenz

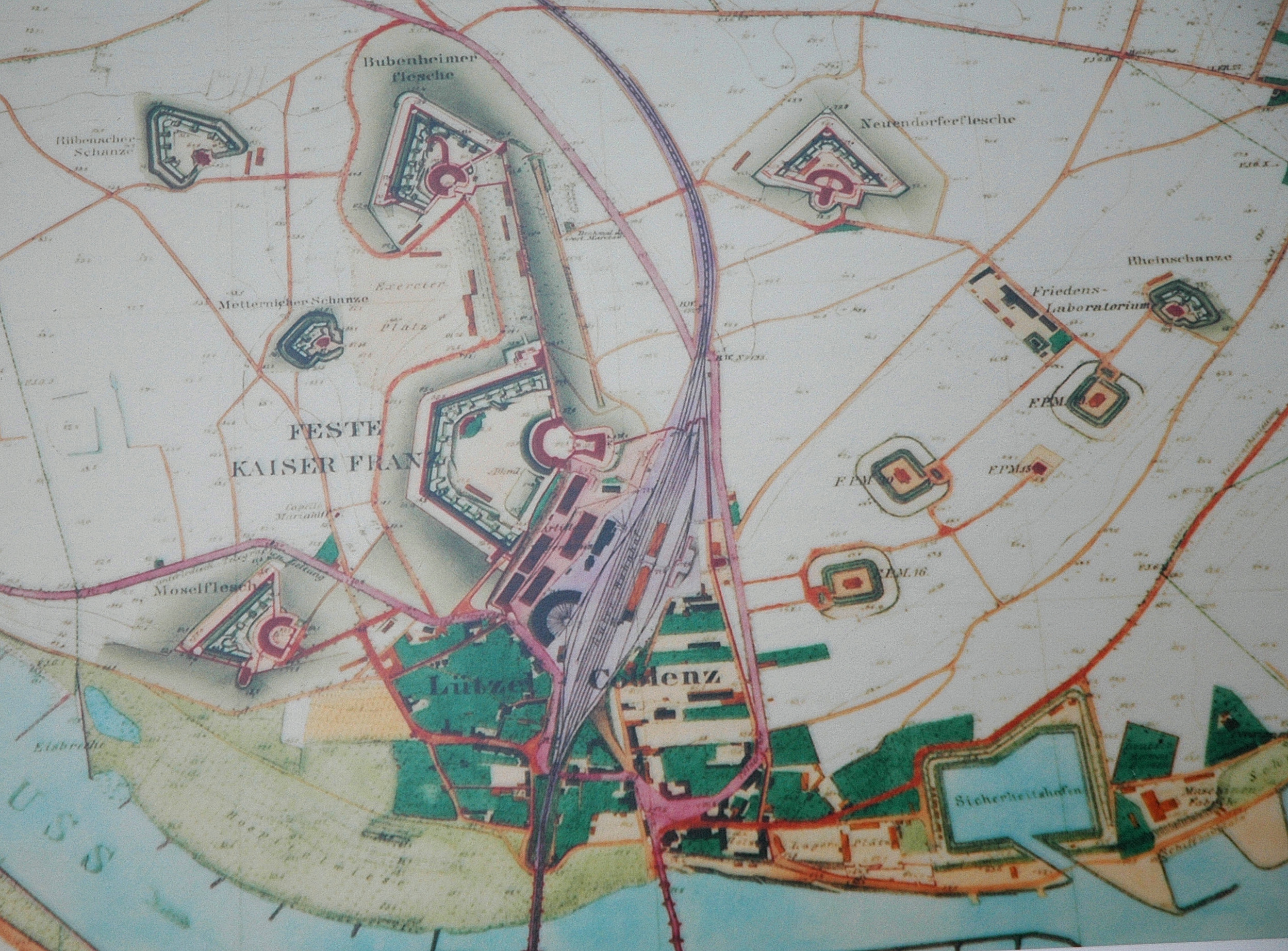
Der Bahnhof innerhalb des Systems Feste Kaiser Franz um 1880

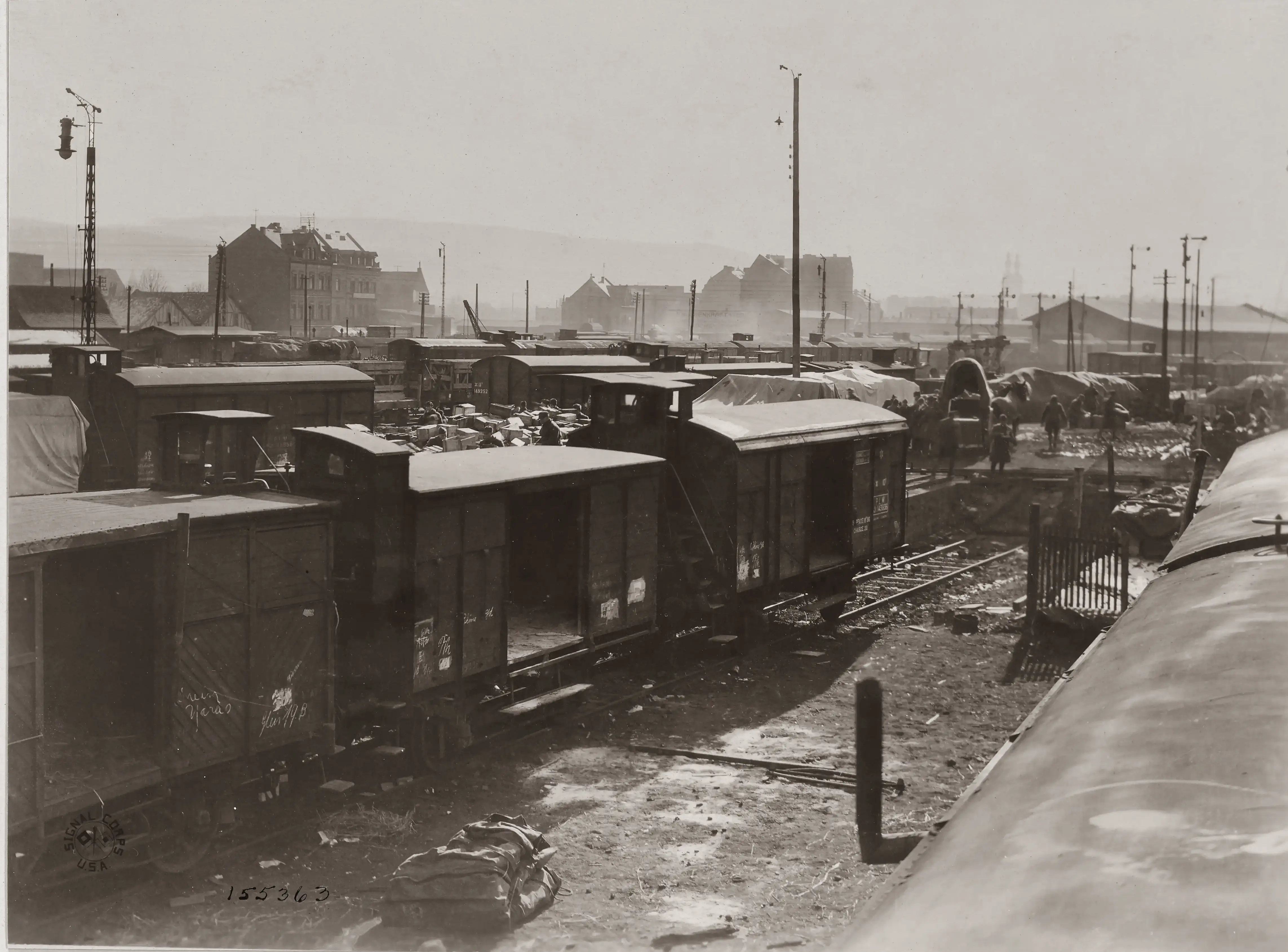
Koblenz-Lützel 1919. Während der amerikanischen Besatzungszeit wurde hier ein großes Materialdepot unterhalten.

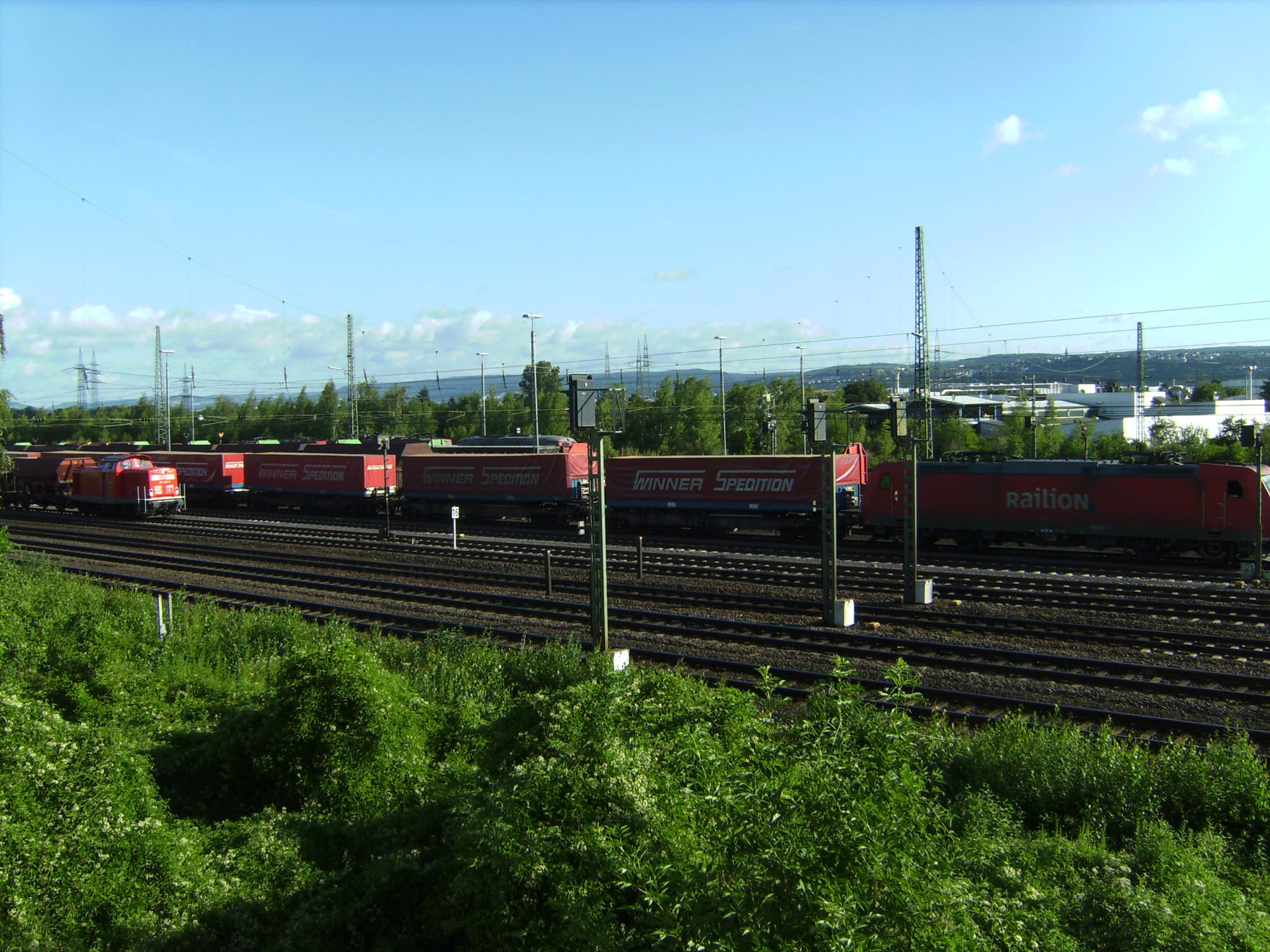
Güterbahnhof Koblenz-Lützel

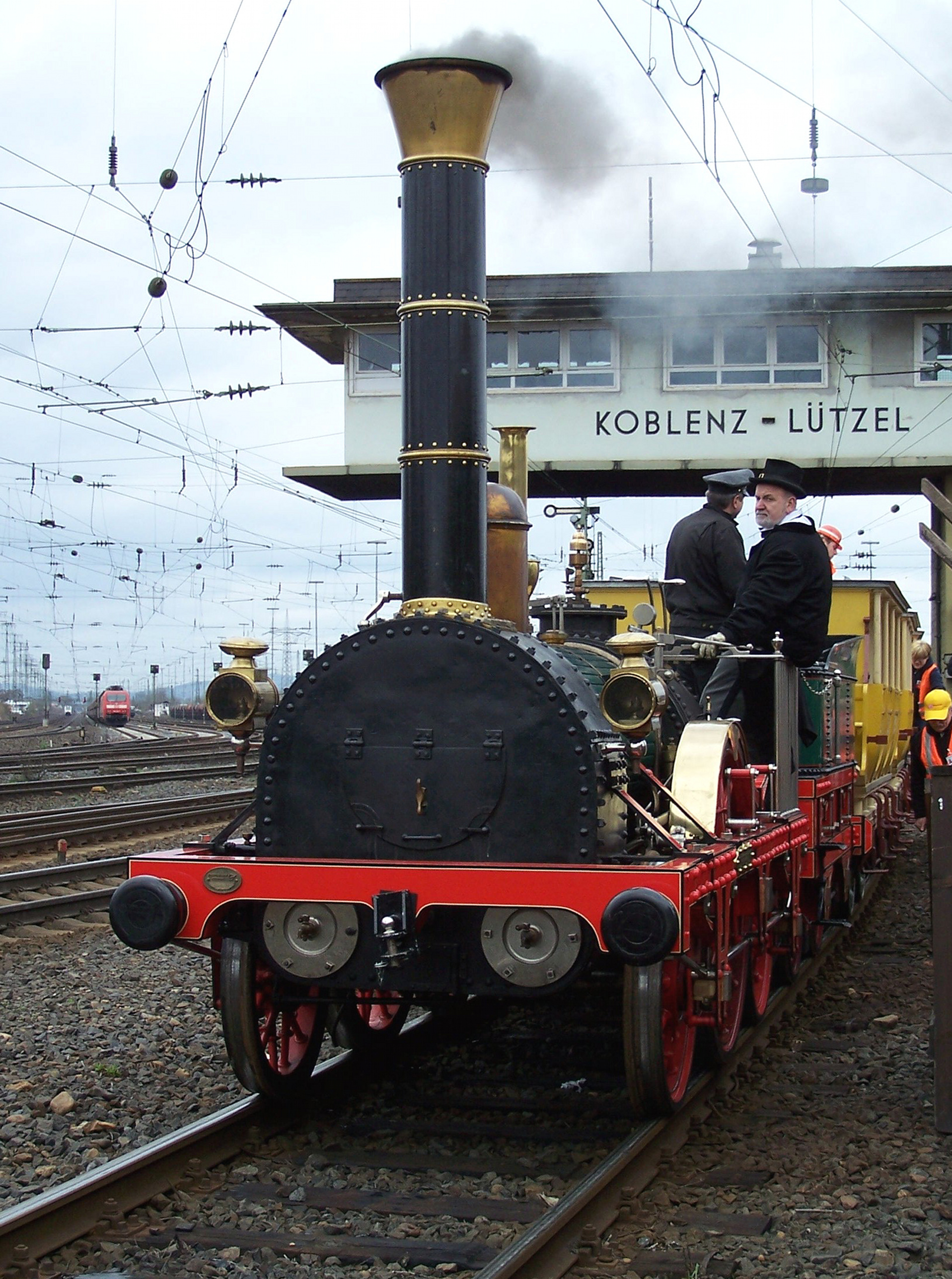
Nachbau der ersten Dampflokomotive in Deutschland Adler im DB Museum

Der Bahnhof Koblenz-Lützel ist Zugangsstelle für den Personenverkehr. Die beiden Mittelbahnsteige sind in der für Deutschland üblichen Höhe von 76 cm ausgeführt und sind nur über Stufen zu erreichen, daher ist der Bahnhof nicht barrierefrei. Der Zugang zu den Bahnsteigen erfolgt auf der Ostseite unmittelbar von der Straße „Am Güterbahnhof“.
Über die Gleise am östlichen Bahnsteig verkehren die Züge der linken Rheinstrecke. Hier halten die Züge der „MittelrheinBahn“, alle anderen Züge der linken Rheinseite passieren den Bahnhof ohne Halt. Der westliche Bahnsteig wird von den Zügen der Bahnstrecke Neuwied–Koblenz genutzt, hier hält der „Rhein-Erft-Express“, dagegen durchfährt die „RheingauLinie“ den Bahnhof ohne Halt.
| Linie | Verlauf | Takt   |
| ----- | --- | ------ |
| RE 8  | Rhein-Erft-Express: (Mönchengladbach Hbf – Rheydt Hbf – Rheydt-Odenkirchen – Hochneukirch – Jüchen – Grevenbroich –)* Rommerskirchen – Stommeln – Pulheim – Köln-Ehrenfeld – Köln Hbf – Köln Messe/Deutz – Porz (Rhein) – Troisdorf – Friedrich-Wilhelms-Hütte – Menden (Rheinl) – Bonn-Beuel – Bonn-Oberkassel – Niederdollendorf – Königswinter – Rhöndorf – Bad Honnef (Rhein) – Unkel – Linz (Rhein) – Bad Hönningen – Rheinbrohl – Neuwied – Urmitz Rheinbrücke – Koblenz-Lützel – Koblenz Stadtmitte – Koblenz Hbf * nur werktags Stand: Fahrplanwechsel Dezember 2023 | 60 min |
| RB 26 | MittelrheinBahn: (Köln/Bonn Flughafen –) (nur im Nachtverkehr) Köln Messe/Deutz – Köln Hbf – Köln West – Köln Süd – Hürth-Kalscheuren – Brühl – Sechtem – Roisdorf – Bonn Hbf – Bonn UN Campus – Bonn-Bad Godesberg – Bonn-Mehlem – Rolandseck – Oberwinter – Remagen – Sinzig (Rhein) – Bad Breisig – Brohl – Namedy – Andernach – Weißenthurm – Mülheim-Kärlich – Koblenz-Lützel – Koblenz Stadtmitte – Koblenz Hbf – Rhens – Spay – Boppard Hbf – Boppard-Bad Salzig – Boppard-Hirzenach – Sankt Goar – Oberwesel – Bacharach – Niederheimbach – Trechtingshausen – Bingen (Rhein) Hbf – Bingen (Rhein) Stadt – Bingen-Gaulsheim – Gau Algesheim – Ingelheim – Heidesheim (Rheinhessen) – Uhlerborn – Budenheim – Mainz-Mombach – Mainz Hbf Stand: Fahrplanwechsel Dezember 2021 | 60 min |

In der Nähe des Bahnhofs Koblenz-Lützel am Schüllerplatz und an der Balduinbrücke befinden sich Bushaltestellen.

## Güterbahnhof
Der Güterbahnhof Koblenz-Lützel, der heute Bestandteil des trimodalen Güterverteilungszentrums Koblenz ist, wurde im Jahre 1858 errichtet.
Er besteht heute aus vier Verladegleisen und einer Vielzahl von Rangiergleisen und Abstellgleisen, die inzwischen teilweise dem DB Museum Koblenz angehören.
Ferner besteht hier, am Güterbahnhof, Anschluss an die Rheinhafenbahn, die auf ihrer 10 km langen Strecke den Güterbahnhof Koblenz-Lützel mit dem Rheinhafen und damit die Bundeswasserstraßen Rhein und Mosel mit dem Streckennetz der DB verbindet.

## Planung
Der 32700 m² große südöstliche Bahnhofsbereich zwischen Gleisanlagen und Andernacher Straße, auf dem sich alte Gebäude des Güterbahnhofs befinden, soll städtebaulich aufgewertet werden. Etwa 25000 m² des Areals sind im Besitz der Aurelis Real Estate, das restliche Gebiet gehört Privatpersonen und der Stadt Koblenz. Zusammen mit der Stadt Koblenz möchte die Aurelis Real Estate in diesem Bereich Wohnraum für 1300 Menschen und Gewerbeflächen schaffen.
Während der Generalsanierung der linken Rheinstrecke soll auch der Bahnhof Lützel aufgewertet werden. Die Stadt Koblenz versucht außerdem darauf hinzuwirken, dass der Personenhaltepunkt des Bahnhofs während dieser Maßnahme komplett barrierefrei ausgebaut wird und dass eine neue Personenunterführung auch einen Zugang auf der Westseite des Bahnhofs bekommt.

## Denkmalschutz
Sowohl das Bahnbetriebswerk Koblenz-Lützel in der Schönbornluster 3 im Stadtteil Neuendorf als auch die Mauerreste der Bahnhofsbefestigung als Teil des damaligen Systems und heutigen Denkmalzone Feste Kaiser Franz in der Deichstraße sind geschützte Kulturdenkmäler nach dem Denkmalschutzgesetz (DSchG) und in der Denkmalliste des Landes Rheinland-Pfalz eingetragen.